# (23437) Šíma
(23437) Šíma est un astéroïde de la ceinture principale.

## Description
(23437) Šíma est un astéroïde de la ceinture principale. Il fut découvert le 27 septembre 1984 à l'Observatoire Kleť par Antonín Mrkos. Il présente une orbite caractérisée par un demi-grand axe de 2,25 UA, une excentricité de 0,21 et une inclinaison de 4,7° par rapport à l'écliptique.

## Étymologie
Cet astéroïde est nommé en l'honneur de Josef Šíma (1891–1971).